# داک سس
داک سس (به انگلیسی: Duck Sauce) یک گروه دونفرهٔ دی‌جی آمریکایی-کانادایی متشکّل از آرمند ون هلدن و ای-ترک است. این گروه آثارش را تحت لیبل فولس گولد رکوردز منتشر می‌کند.